# Metlapilcoatlus nummifer
La vipera saltatrice (Metlapilcoatlus nummifer (Rüppell, 1845) è una vipera velenosa del genere Metlapilcoatlus endemica del Centro America.

## Descrizione
Gli adulti sono corti e estremamente tozzi, in media lunghi dai 40 ai 60 cm. Il muso è arrotondato.
La testa è a forma di cuneo e non presenta macchie, tranne una singola striscia spessa e più scura sui lati, che parte da dietro ogni occhio. Su ogni lato della testa sono situate due fossette per la percezione del calore, tra narice ed occhio, che controllano costantemente l'aria alla ricerca del calore corporeo degli animali nelle vicinanze.
Il colore varia dal grigio al beige al marrone chiaro. Chiazze triangolari rosse o marroni lungo la spina dorsale spezzano la sagoma del serpente quando è mimetizzato tra le foglie cadute. Le punte inferiori di queste chiazze spesso si uniscono con delle macchie sui fianchi, a formare strette bande incrociate. 
La pancia è biancastra, a volte decorata con macchie scure. 
Questi serpenti vengono spesso scambiati per piccoli di surucucù.

### Abitudini e dieta
La vipera saltatrice caccia prevalentemente roditori, lucertole e rane, con un singolo morso velenoso, mentre per difendersi può spiccare balzi (da qui il nome comune) e affondare le zanne cariche di veleno dell'aggressore.

## Distribuzione ed habitat
La vipera saltatrice vive nelle foreste pluviali e nelle piantagioni dell'America Centrale, dal Messico sudorientale fino a Panama, ma in particolare nel Guatemala occidentale e in El Salvador. In alcuni luoghi è in pericolo, a causa della distruzione del suo habitat da parte di agricoltori, boscaioli e allevatori.